# Nowy Dwór-Parcela
Nowy Dwór-Parcela – wieś w Polsce położona w województwie łódzkim, w powiecie skierniewickim, w gminie Nowy Kawęczyn.
Tutejsze zabudowania powstały na gruntach przejętych z dawnego majątku dworskiego i rozparcelowanych (stąd nazwa) pomiędzy nowodworskich chłopów.
Zabudowa na tym terenie ma charakter rozproszony; domy porozrzucane są po całym obszarze i znajdują się wśród pól.
W latach 1975–1998 miejscowość ta wraz z Nowym Dworem administracyjnie należała do województwa skierniewickiego.